# Dorylomorpha clavipes
Dorylomorpha clavipes är en tvåvingeart som beskrevs av Kuznetzov 1993. Dorylomorpha clavipes ingår i släktet Dorylomorpha och familjen ögonflugor. Inga underarter finns listade i Catalogue of Life.